# Amphiblestrum pustulatum
Amphiblestrum pustulatum är en mossdjursart som först beskrevs av Ferdinand Canu och Ray Smith Bassler 1928.  Amphiblestrum pustulatum ingår i släktet Amphiblestrum och familjen Calloporidae. Inga underarter finns listade i Catalogue of Life.